# Alexei Ogrintchouk
Alexei Ogrintchouk est un hautboïste russe né le 31 décembre 1978 à Moscou.

## Biographie
Alexei Ogrintchouk naît le 31 décembre 1978 à Moscou.
Il commence l'apprentissage du hautbois à l'âge de neuf ans à l'école Gnessine de Moscou, avec Ivan Pushechnikov, puis entre en 1995 au Conservatoire national supérieur de musique de Paris, où il est élève de Maurice Bourgue, Jean-Louis Capezzali et Jacques Tys. Il remporte en 1999 ses Premiers prix de hautbois et de musique de chambre au sein de l'établissement français.
Ogrintchouk est lauréat de plusieurs concours internationaux de musique, Concertino de Prague en 1992, UFAM à Paris en 1997, est 1er prix du Concours international d'exécution musicale de Genève en 1998 et 1er prix Juventus en 1999. Sa carrière internationale prend son essor à la suite de sa participation à la série « Rising Star ». En 2002, il remporte deux Victoires de la musique classique.
Comme musicien d'orchestre, il est hautbois solo de l'Orchestre philharmonique de Rotterdam entre 1999 et 2005, et occupe, à partir de 2005, le même poste à l'Orchestre royal du Concertgebouw d'Amsterdam. 
Parallèlement, il mène une activité de soliste et chambriste. Comme pédagogue, il est professeur au Conservatoire de La Haye à partir de 2010 et prend l'année suivante la succession de Maurice Bourgue à la Haute École de musique de Genève. Il enseigne aussi à la Royal Academy of Music de Londres.
Comme interprète, Alexei Ogrintchouk est le créateur du Concerto pour hautbois de Marc-André Dalbavie (2010) et du Concerto pour hautbois de Rodion Chtchedrine (2010).